# Radopholus
Genre
Radopholus est un genre de nématodes (les nématodes sont un embranchement de vers non segmentés, recouverts d'une épaisse cuticule et mènant une vie libre ou parasitaire).

## Liste desespècesde cegenre
(vraisemblablement incomplète)
- Radopholus inequalis
- Radopholus neosimilis
- Radopholus similis - nématode foreur de racines.